# Новоолександрівка (Первомайський район)
Новоолександрівка — селище в Україні, у Синюхинобрідській сільській громаді Первомайського району Миколаївської області. Населення становить 196 осіб.